# Tatyana Talysheva
Tatyana Talysheva (Unión Soviética, 15 de octubre de 1937) es una atleta soviética retirada, especializada en la prueba de salto de longitud en la que llegó a ser medallista de bronce olímpica en 1968.

## Carrera deportiva
En los JJ. OO. de México 1968 ganó la medalla de bronce en el salto de longitud, con un salto de 6.66 metros, quedando en el podio tras la rumana Viorica Viscopoleanu que con 6.82 metros batió el récord del mundo, y la británica Sheila Sherwood (plata con 6.68 m). 